# 東條由布子
東條 由布子（とうじょう ゆうこ、1939年5月20日 - 2013年2月13日）は、日本の著述家。NPO法人環境保全機構理事長（本人の個人的な組織であり、環境保全再生機構とは無関係。2016年5月23日清算結了）。
東條英機の長男・英隆（鴨緑江発電職員）の長女。本名は岩浪淑枝（旧姓：東條）。英機の孫に当たる。

## 人物
朝鮮京畿道京城府（現大韓民国ソウル特別市）生まれ。
第一生命保険勤務を経て、明治学院大学に進むが結婚のため中退。4児の母となった後、国士舘大学文学部教育学科2年に編入学し、卒業。
保守論客の一人として知られ、祖父・英機を遺族の立場から評価し、他の「A級戦犯」も含めて極東国際軍事裁判「判決」・靖国神社からの分祀、慰安婦の強制連行、南京事件などに否定的な立場を取った。原爆投下については「原爆神話」を否定し、ナチスのユダヤ人虐殺と全く同じ次元の野蛮な行為と述べ、一貫してアメリカを批判した。
「A級戦犯分祀は、あの戦争を侵略戦争と認めることになり、それは靖国の英霊に対し申し訳がありません」と主張している。ただし、祖父の指導者としての責任については、過去テレビ朝日の「サンデープロジェクト」に出演した際、田原総一朗から問われ、「祖父は敗戦の責任があるのだから、その責任を取って死刑になるのは当然」という旨の発言もしている。また「祖父が祀られているために天皇陛下がご参拝できないことになっているのは、大変申し訳ない思いで靖国の鳥居をくぐっております」とも発言しているが、同時に「分祀はできません」と主張している。また、天皇の勅使が靖国神社に派遣されていることをもってA級戦犯の合祀は天皇の許可を受けた上で行われていると解釈している。雑誌「正論」2005年11月号で祖父・英機を誹謗中傷した石原慎太郎に抗議している。
ジャーナリストの高田欽一は、1940年に蔣介石がナチス・ドイツを仲介者として打診して来た、中国からの撤兵を条件としての和平案を拒否した東條が、大川周明の説得に反論した際の「靖国の英霊に対して相済まぬ」と同様に中国侵攻を正当化するものであり、血は争えぬと批判している。
2006年8月15日に「A級戦犯は我が国の国内法に基づいて言い渡された刑ではないが、東京裁判に於いて有罪とされた戦争犯罪人であることは事実であり、我が国はその裁判を受諾している。国と国との関係において、同裁判について異議を述べる立場にはない。」と国会答弁で述べている小泉純一郎総理が靖国神社を参拝した後に、その発言と参拝の整合性について問われて「A級戦犯のために行っているのではない」と答弁したが、東條はこれを「A級戦犯のため『だけ』に行っているのではない」という意味だと主張している（小泉の真意は不明）。
2000年頃からは、未だに地雷などが残る困難な場所は門馬宏昭らの助けを借り地雷などの撤去を行い、沖縄やペリリュウ島などで度々戦没者の遺骨収集を行う。また、長年の思いがあったインパール作戦の地での遺骨収集は、年齢による体力の衰えから、門馬宏昭に託す事にした。
2007年7月29日投開票の第21回参議院議員通常選挙に東京都選挙区から無所属新人候補として立候補したが、落選した（獲得票数：59,607票、得票率：1.0％、供託金没収）。なお、東條の選挙対策事務所には、東條の物ではなく自民党比例区の山東昭子（日本会議国会議員連盟副会長）のポスターが貼付してあった。維新政党・新風支持者からは、新風の講師である東條を公認・推薦候補とすべきとの声が挙がったが、同じく新風で講師を務める兵頭二十八はブログで、東條が保守派集会において商売の宣伝をして回り、保守的運動との関係がこじれていることを暴露し東條を批判。東條を支援しない新風を擁護した。
2013年2月13日、間質性肺炎のため死去。73歳没。

## 家族
- 夫はNHKOB。東條が通名を用いているのは、「東條家擁護の活動に岩浪姓を使う事は許さない」との夫の意向を受けたためである。しかし、東條家では既にそうではないのに「東條」を称して政治活動をしていることに対して強い批判があるという。また、後述のとおり、父英隆が祖父東條大将と疎遠であったことや、本人が当時幼少であったため、親族とはいえ実際には祖父のことを直接にはほとんど何も知らず、それゆえ著作においても誤りが散見される[要出典]。
- 父・東條英隆は東條英機の長男であるが、父英機とそりがあわず、軍人にはならなかった。就職に際しても父の世話になることはなかったが、就職先が満州国警務部であったため、当時関東軍参謀長であった英機は彼の就職が自身のコネ・身贔屓の結果と取られることを嫌い、彼を免職にするか永久に昇給停止にすることを人事担当者に要求した（この指示は結局無視された）。この出来事は両者の亀裂を決定的にし、戦後英機が巣鴨プリズンから、面会を期待する旨の連絡を英隆に送った際も、「何を未練がましいことを言うか」などと述べた。
- 一般社団法人国際教養振興協会代表理事で「デイリーニュースオンライン」のライターでもある[4]東條英利は甥[5]。

## 著書
- 「岩浪由布子」名義の版
  - 『一切語るなかれ―東条英機一族の戦後』読売新聞社 1992年 ISBN 4643920777
  - 『祖父東条英機「一切語るなかれ」』文藝春秋・文春文庫 1995年 ISBN 4167449021
- 『祖父東條英機「一切語るなかれ」』増補改訂版、文春文庫、2000年3月 ISBN 4-16-736902-8
- 『東條家の母子草』恒文社21 2003年8月 ISBN 4-77-041100-6
- 『大東亜戦争の真実 東条英機宣誓供述書』ワック 2005年8月 ISBN 978-4898310830。同・新書判 2009年8月

（1948年発行「東條英機宣誓供述書」を改題、ワック版ではGHQ発禁第一号と宣伝されている。GHQの検閲は1945年の占領直後から始まっている（プレスコード他）が、GHQによる刊行物没収リスト（the confiscation of the propaganda publications）は昭和二十一年(1946年)三月十六日から昭和二十三（1948年）四月十五日まで政府に届けられている。花田紀凱が宣伝用に話を作ったと主張する人もいる）
- 福冨健一と『東條英機の中の仏教と神道　人はいかにして死を受け入れるのか』講談社＋α新書 2010年7月